# Pororoca

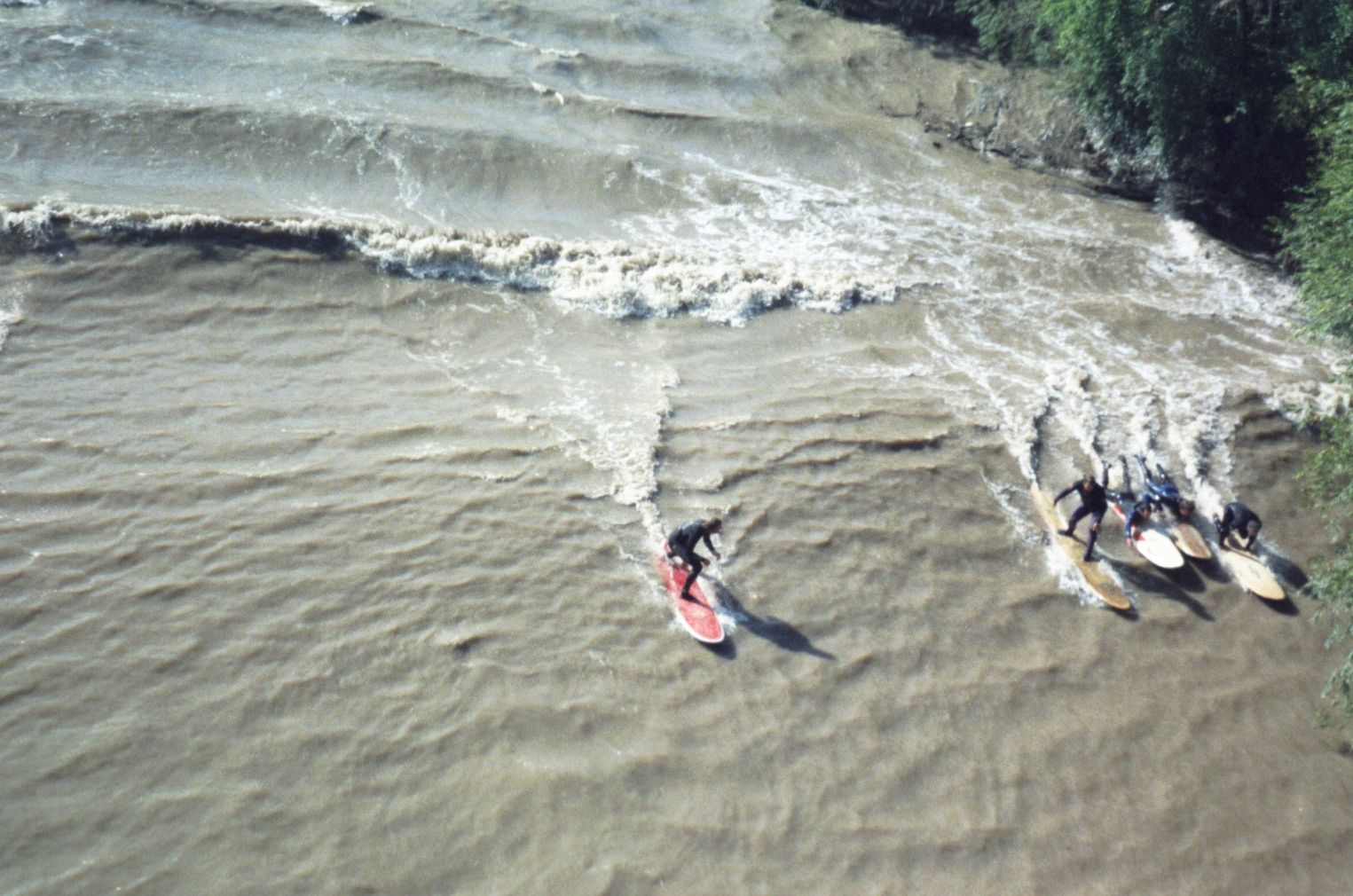
Surfers op golven van een pororoca.

De pororoca is een vloedbranding met golven tot 4 meter hoog die 13 kilometer  landinwaarts tegenstrooms de Amazone op gaat. De naam komt uit de oude Tupi-taal. Pororoca is het beste te vertalen als "groot vernietigend geluid". Het verschijnsel komt voor bij de monding waar de rivier samenkomt met de Atlantische Oceaan en meest in februari/maart.
De golf werd ook bekend bij surfers. Sinds 1999 worden er kampioenschappen gehouden in São Domingos do Capim. Het is extreem gevaarlijk om de Pororoca te surfen, omdat er veel puin en afval van de oevers van de rivier worden meegenomen, soms hele bomen. In 2003 werd de Braziliaan Picuruta Salazar kampioen door 12,5 kilometer gedurende 37 minuten te surfen.